# Шабанова Гора
Не следует путать с деревней Гора Шабаново, расположенной в Галичском районе Костромской области.
Шабанова Гора — деревня в Череповецком районе Вологодской области.
Входит в состав Воскресенского сельского поселения, с точки зрения административно-территориального деления — в Воскресенский сельсовет.
Расстояние по автодороге до районного центра Череповца — 43 км, до центра муниципального образования Воскресенского — 5 км. Ближайшие населённые пункты — Ракольское, Горка, Новотрюмово.
По переписи 2002 года население — 36 человек (16 мужчин, 20 женщин). Всё население — русские.